# Karoowia squamatica
Karoowia squamatica är en lavart som först beskrevs av Brusse, och fick sitt nu gällande namn av Hale. Karoowia squamatica ingår i släktet Karoowia och familjen Parmeliaceae.   Inga underarter finns listade i Catalogue of Life.